# Église Santissimo Nome di Maria al Foro Traiano
Ne doit pas être confondu avec Église Santissimo Nome di Maria.
L'église Santissimo Nome di Maria al Foro Traiano (en français : Église Très-Saint-Nom-de-Marie-au-Forum-de-Trajan) est une église romaine située dans le rione de Trevi sur la via dell'Umiltà devant le forum de Trajan. Elle est dédiée à Marie.

## Historique
Les célébrations du Santissimo Nome di Maria ont été créées par le pape Innocent XI en 1683 à la suite de la victoire sur les Ottomans lors de la bataille de Vienne. Le culte est un temps célébré à l'église Santo Stefano del Cacco (en) et une congrégation du Santissimo Nome di Maria est créée en 1688. Celle-ci s'installe en 1694 dans l'église San Bernardo a Colonna Traiani près du forum de Trajan, mais cette petite église de la compagnie de Bernard de Clairvaux est trop petite. L'acquisition des terrains adjascents permet la construction d'une nouvelle église en 1736 réalisée sur les plans de l'architecte français Antoine Derizet. En 1748, l'ancienne église San Bernardo est démolie.
Depuis 1969, l'église héberge le titre cardinalice de Santissimo Nome di Maria al Foro Traiano.

## Architecture et décorations
L'architecture extérieure reprend en partie celle de sa voisine, l'église Santa Maria di Loreto, et leur ressemblance peut faire penser qu'il s'agit d'églises jumelles. Les deux édifices ont d'ailleurs reçu le surnom des "Deux Marie", de par leurs similitudes.
L'intérieur de l'église est de forme elliptique avec sept petites chapelles latérales.

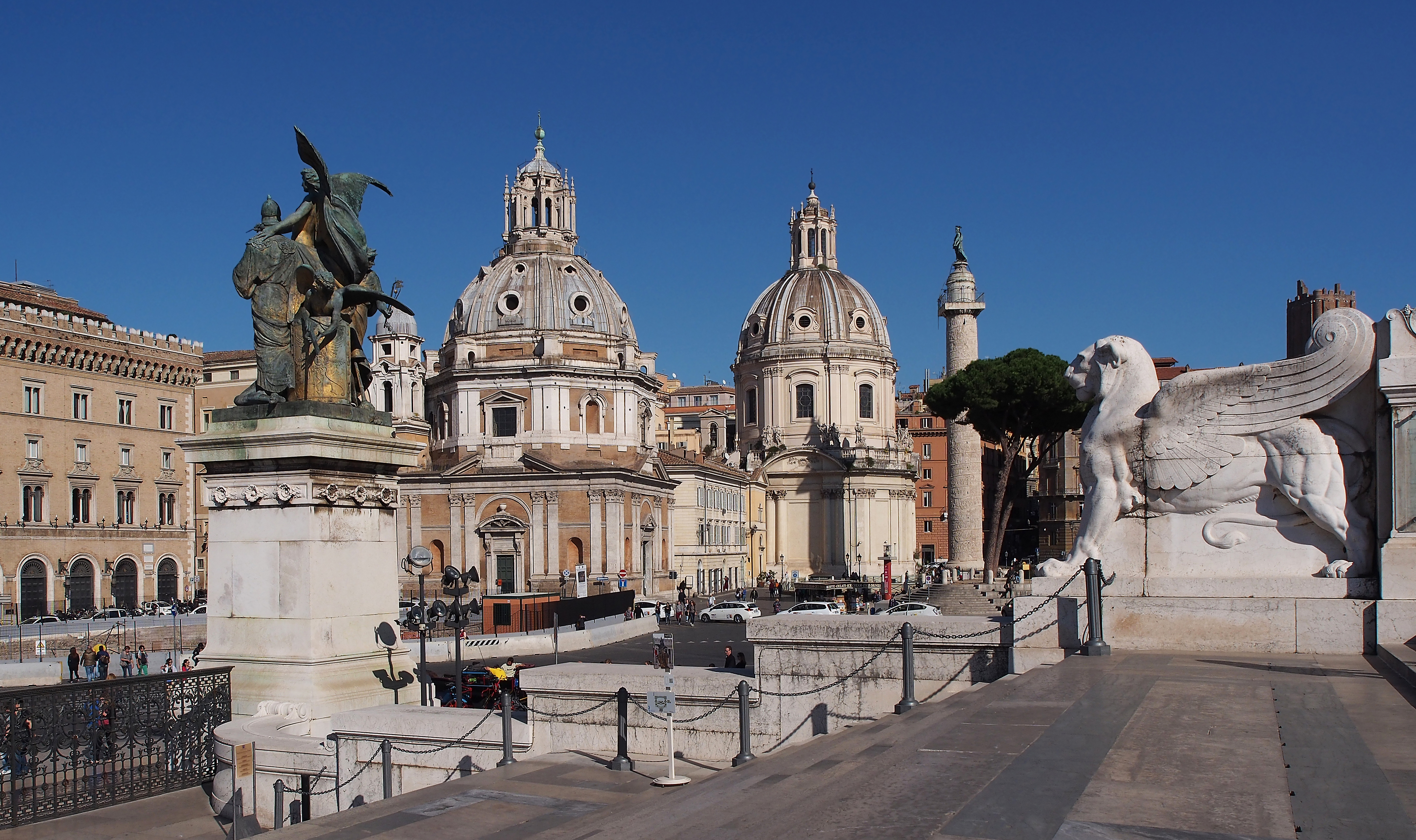
Les églises "jumelles", appelées "les Deux Marie"
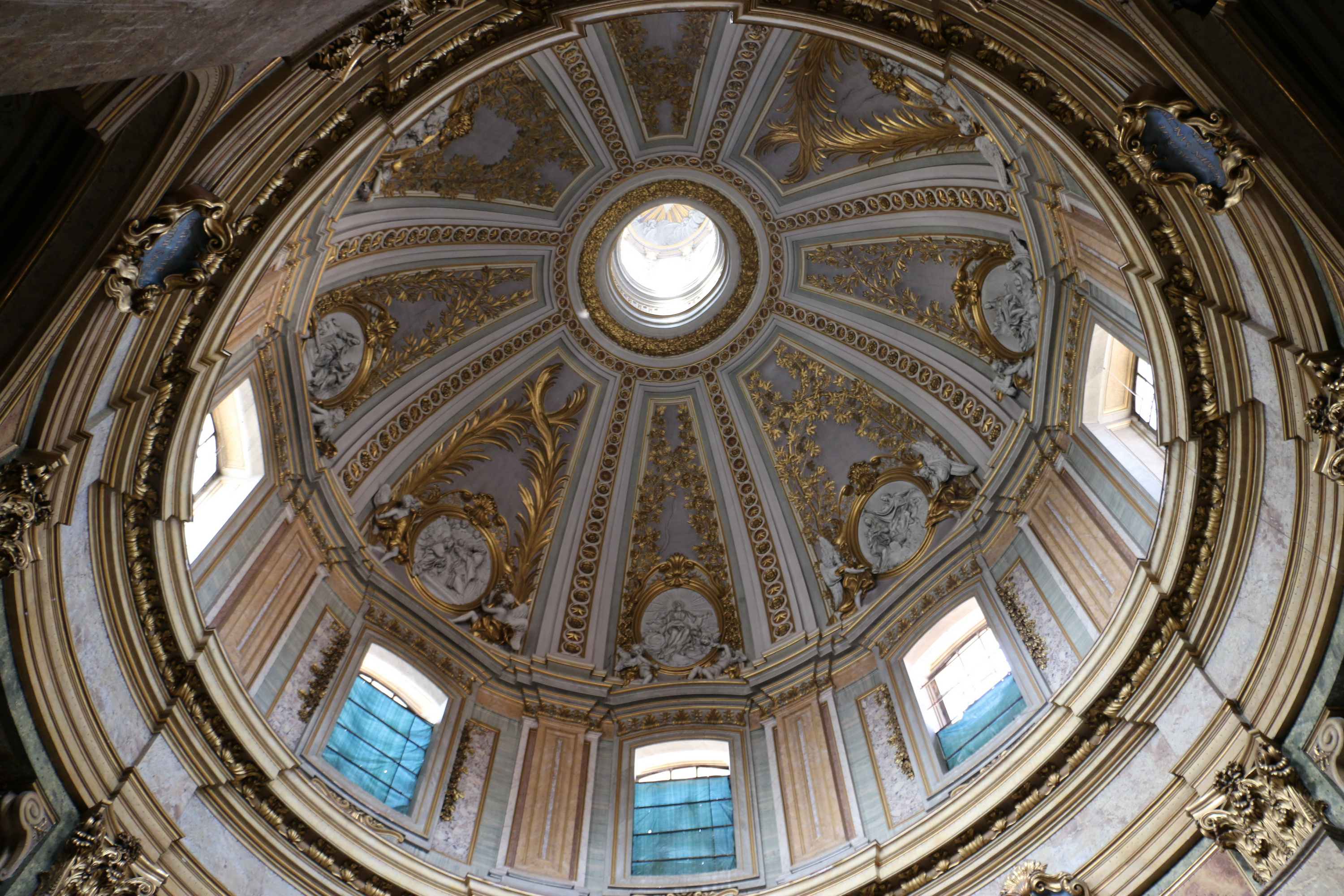
Coupole
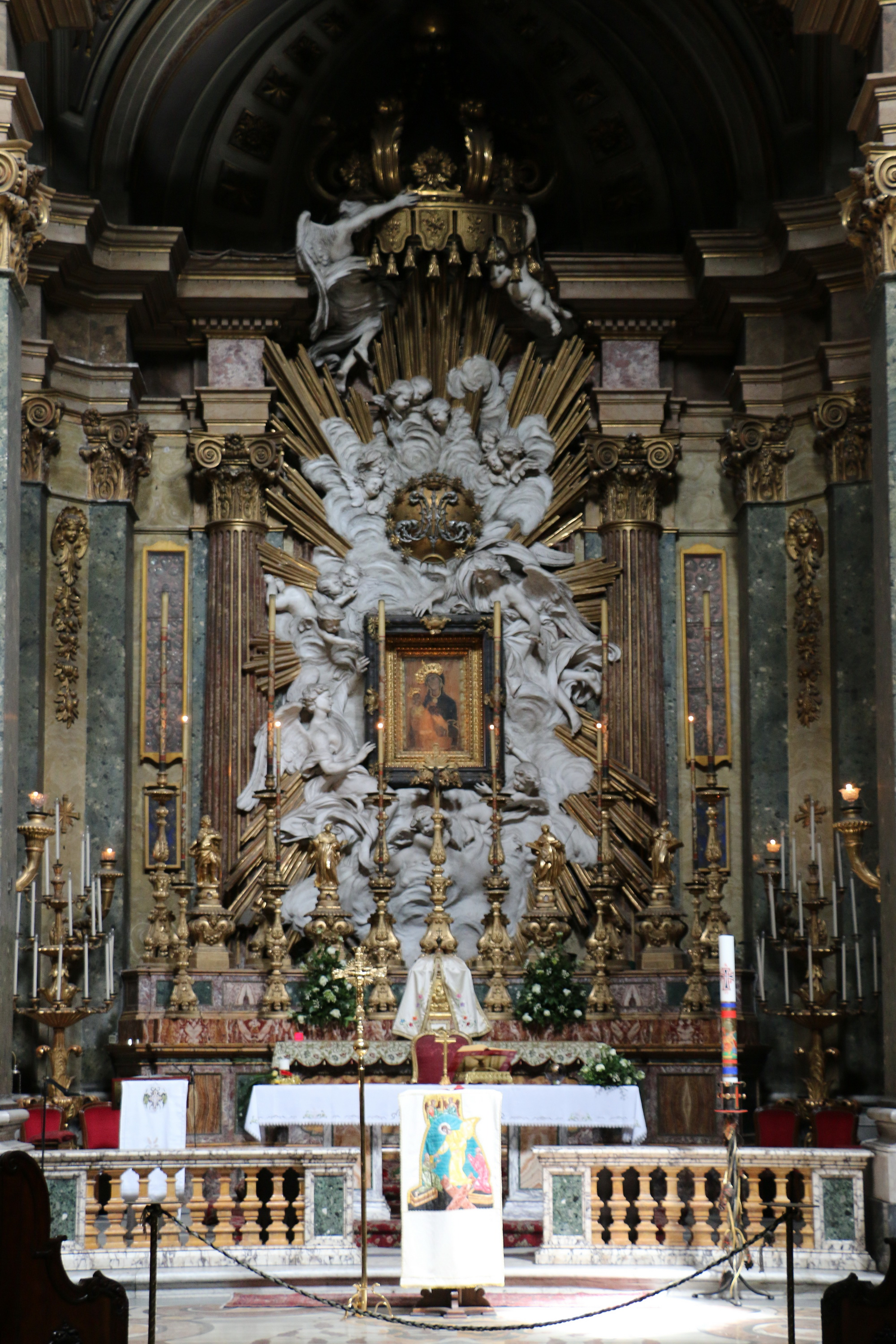
Autel
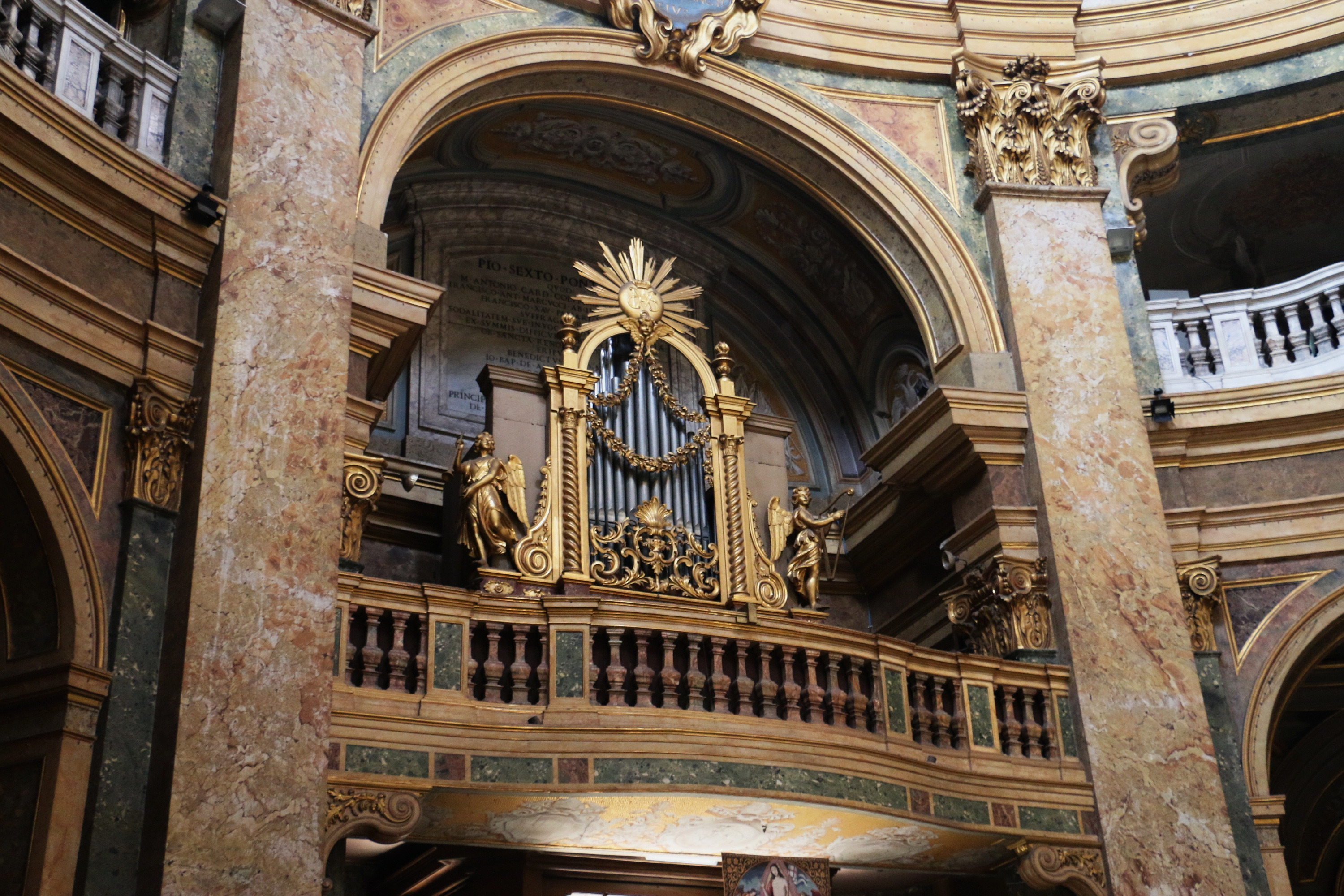
Orgue
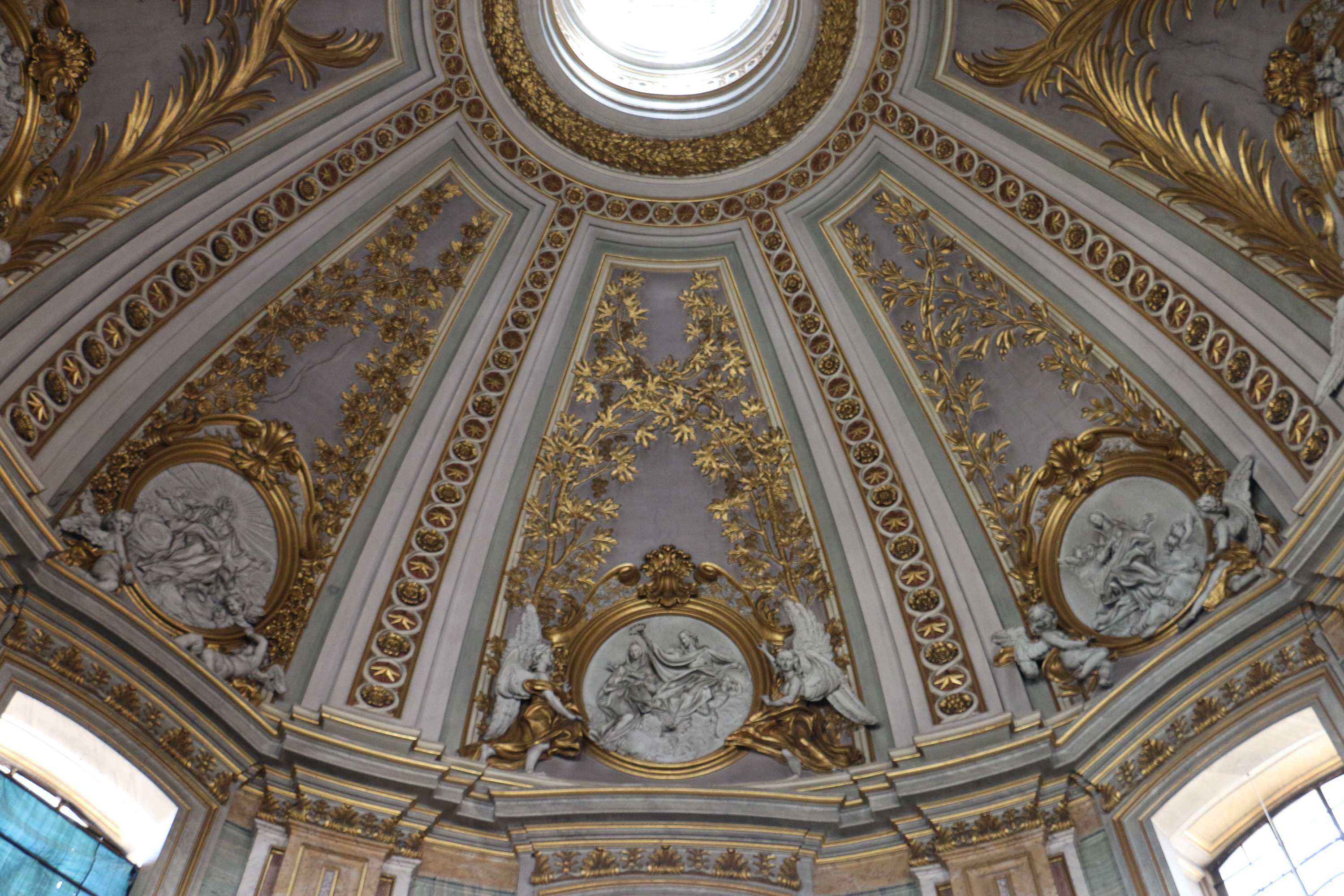
Décoration de la coupole